# Alan Eduardo Torres Villanueva
Alan Eduardo Torres Villanueva (Guadalajara, Jalisco, México; 19 de febrero de 2000) es un futbolista mexicano que juega como mediocampista defensivo, su equipo actual es el Mazatlán Fútbol Club de la Primera División de México.

## Trayectoria

### Inicios
Lalo ingresó a las Fuerzas Básicas de Club Deportivo Guadalajara en el año 2010 al participar en el torneo de escuelas de Guadalajara, en el año 2012, fue visoreado, y posteriormente invitado a probarse con las categorías inferiores.

### Club Deportivo Guadalajara
Al pasar las pruebas, se integró a las Fuerzas Básicas de Chivas donde jugó para las categorías Sub-13, Sub-15, Sub-17 y Sub-20, en el año 2017 se integró a las Chivas Rayadas equipo de la Segunda División de México. Posteriormente fue invitado por José Saturnino Cardozo, para realizar la pretemporada de cara al Apertura 2018, sin embargo no fue registrado, y para diciembre de 2018, realizó pretemporada y al pasar las pruebas fue registrado con el primer equipo. Para mayo de 2019 fue visoriado por Tomás Boy, y lo llevó a la pretemporada con el primer equipo, fue registrado con el primer equipo con Chivas.
El 7 de agosto de 2019, debuta en la Copa MX, en la victoria de 2 a 1 ante el Santos Laguna.